# IC 197
IC 197 ist eine Balken-Spiralgalaxie mit ausgedehnten Sternentstehungsgebieten vom Hubble-Typ SBbc im Sternbild Fische auf der Ekliptik. Sie ist schätzungsweise 284 Millionen Lichtjahre von der Milchstraße entfernt und hat einen Durchmesser von etwa 80.000 Lj.
Im selben Himmelsareal befindet sich u. a. die Galaxie IC 194.
Das Objekt wurde am 6. Januar 1894 vom französischen Astronomen Stephane Javelle entdeckt.